# Anjou (vallonsk släkt)
Anjou (uttalas: ánnscho) är en vallonsk släkt i Sverige, invandrad cirka år 1600 från trakten kring Liège. Namnet är i dag okänt i Vallonien, och troligen tog sig släkten namnet först efter ankomsten till Sverige; så vitt känt saknar den anknytning till det franska grevskapet Anjou. Stamfader var Nicolas Anjou, som arbetade vid Österby bruk. Kända medlemmar av släkten är:
- Nils Jacob Anjou (1781–1851), teolog och docent i Uppsala, riksdagsledamot för prästeståndet.
- Lars Anton Anjou (1803–1884), kalseniansk professor i kyrkohistoria i Uppsala, ecklesiastikminister och sist biskop i Visby. Kusin till Nils Jacob Anjou.
- Christofer Ludvig Anjou (1821–1896), rektor för folkskoleseminariet i Linköping, folkskoleinspektör och ledande vid folkskolans utveckling och modernisering, riksdagsman. Son till Nils Jacob Anjou.
- Nils Erhard Anjou (1852–1922), organist och musikpedagog som gjorde insatser inom folkskolans sångundervisning.[2]
- Anton Anjou (1854–1906), ämbetsman och personhistorisk författare som bland annat gav ut ett genealogiskt verk över den egna släkten.
- Eric Anjou (född 1919), svensk trädgårdsmästare.